# Fatmir Mediu
Fatmir Mediu (né le 21 janvier 1967 à Durrës, Albanie), est un homme politique albanais. Ministre de la Défense de l'Albanie de  septembre 2005 à Mars 2008, président du Parti républicain d'Albanie.